# Natricia
Natricia is een geslacht van rechtvleugeligen uit de familie sabelsprinkhanen (Tettigoniidae). De wetenschappelijke naam van dit geslacht is voor het eerst geldig gepubliceerd in 1869 door Walker.

## Soorten
Het geslacht Natricia omvat de volgende soorten:
- Natricia lutea Walker, 1871
- Natricia ochracea Walker, 1869